# GP15D型柴油機車
GP15D是一款由原動動力（MotivePower）和EMD制造的四轴（軸配置為BB）調車機車。裝配卡特彼樂 3512型V12柴油引擎（EMD 称为 12-170B15-T2） ，功率输出为1,500匹馬力（1,120千瓦特） 。 2000 年 6 月， EMD生产了 10 輛，並在 2004 年由原動動力為美鐵制造了10 辆。 GP15D 的設計基于原動動力較早的MP1500D型机车，採罩式設計但機車兩端引擎罩都比駕駛室車頂略低。 兩者的差別主要在于控制用电子设备，操作更加簡便。雖然 GP15D 針對的是調車機車市場，但它的最高速度为 70 英里/小时（113 km/h)，因此也可以適合在正線上進行調度。 GP15D 的外观与同時期的GP20D相似，只是迄今为止的二十輛台 GP15D 都沒有安裝動態制動裝置。